# Касанка (національний парк)
Національний парк Касанка з площею 390 км² є найменшим національним парком Замбії. Він розташований на південний захід від болота Бангвеулу перед горами Мучинга. До нього входять річки, озера, лагуни, луки, болота та ліс Міомбо.
Територія була оголошена національним парком 1 лютого 1971 року, а з 1985 року ним займається «Касанка Траст». Парк професійно туристично розвинений і доглянутий. Є табори, шале, лоджі, а також чартерні рейси з Лусаки й назад.
У парку є різноманітні місця існування. Ліс Міомбо, займає близько 70% площі Касанки. Ліс дуже багатий на види дерев і в багатьох місцях утворює напівзакритий полог, але також підтримує добре розвинений трав'янистий шар.

## Фауна
Загалом у парку зареєстровано 114 видів ссавців, включаючи слона, бегемота та ситатунгу. Багато видів були повторно інтродуковані в парк завдяки Kasanka Trust, найуспішнішими з яких є зебри та буйволи. Близько десяти мільйонів Eidolon helvum (африканського солом’яного фруктового кажана) мігрують до вічнозеленого лісу болота Мушіту в парку протягом трьох місяців з жовтня по грудень, що робить цей переліт найбільшою міграцією ссавців у світі. У парку виявлено понад 471 вид птахів.
Незважаючи на серйозне виснаження в минулому, завдяки постійній роботі проти браконьєрства, популяції тварин в Касанці відновилися. Антилопа пуку є найчисленнішою антилопою, яка пасеться на трав’янистих заплавах і лугах "дамбо" по всьому парку. Звичайний дуїкер, бушбак, бородавочник, верветка та павіан Кінда (споріднений жовтому павіану (Papio cynocephalus)) є поширеними по всьому парку, а бегемота часто можна зустріти в річках і озерах Касанки, зокрема в озері Васа, навпроти головного будиночка. Касанка є, мабуть, найкращим місцем у світі, де можна побачити сором’язливу та відлюдну ситатунгу, у парку приблизно 500–1000 тварин цього виду. Крім того Касанка пропонує чудові можливості для спостереження за рідкісною блакитною мавпою. 
Слони почуваються все краще в парку, і кілька стад перетинають парк і навколишню мисливську територію. На кількох рівнинах, як-от Чікуфве, мешкають антилопа редунга, буйвол, шаблерога антилопа і ліхтенштейнський гну, яких часто можна зустріти в сухий сезон. У парку зустрічається невелика популяція зебри рівнинної. Чала антилопа, водяний козел Дефасса та грібок Шарпа зустрічаються, але рідко, тоді як чисельність бородавочників зростає, і їх часто можна побачити у траві. Жовтоспинний дюкер і мавпа Молоні, яких браконьєри активно виловлюють в інших місцях, також мають постійне зростання популяції в парку. 
Найбільший хижак, що мешкає в парку, — леопард. Леви та гієни більше не мешкають, але гієни є сезонними відвідувачами. Смугастий шакал є звичайним явищем, і його часто помічають рано вранці. Зустрічається цілий ряд менших м’ясоїдних тварин, серед яких водяний мангуст, білохвостий мангуст, африканська циветта та велика плямиста генета зазвичай зустрічаються вночі, а стрункі, смугасті та карликові мангусти тут звичайні тварини. Зустрічаються каракал, сервал, медонос і рідкісний мангуст Меллера, але їх можна побачити дуже рідко. У річках, болотах і озерах Касанки живуть два види видр.

## Міграція фруктових криланів
Міграція рукокрилих до Касанки, є головною атракцією парку. Щороку в середині жовтня у Касанку починають прилітати перші знамениті плодові крилани (Eidolon helvum) солом’яного кольору.
До середини листопада зграї досягають найвищої щільності. Їх кількість оцінюється приблизно в вісім-десять мільйонів. Вважається, що це найвища щільність біомаси ссавців на планеті, а також найбільша відома міграція ссавців. Приліт кажанів зазвичай збігається з початком перших дощів і дозріванням багатьох місцевих видів фруктів і ягід, таких як масуку (дика мушмула) і водяна ягода, якими кажани харчуються. Підраховано, що протягом трьох місяців кажани з'їдають 330 000 тонн фруктів.
На узліссях на деревах є кілька чудових «схованок», з яких можна побачити фантастичні зграї криланів на світанку та в сутінках. Висока концентрація рукокрилих приваблює в кажановий ліс неймовірну різноманітність хижаків і падальщиків. Серед хижих птахів, які зосереджуються на міграції криланів для легкого полювання, належать бойові орли, пітони, орлани-рибалки, малий підорлик і африканський орлан-яструб, грифи та соколи, тоді як леопарди та крокодилизникають з парку на час міграції рукокрилих.
Походження різних колоній, які складають цю «мегаколонію», ніколи не було повністю встановлено, однак відомо, що крилани подорожують з інших частин Африки,переважно з лісів Конго. Дослідження показують, що велика кількість фруктів протягом сезону є основною причиною міграції.
Приліт кажанів починається поступово протягом першого тижня жовтня, пік чисельності припадає на листопад і на початку грудня. Чисельність починає зменшуватися приблизно на другому тижні грудня. Останні крилани зазвичай покидають Касанку на початку січня. Дослідження, опубліковане в «African Journal of Ecology», показало, що може загрожувати життєздатності сезонної колонії. Kasanka Trust здійснює широку програму боротьби з пожежами, щоб захистити ліс від руйнівних пожеж, які з часом зменшили розміри лісу. Було створено «Пожежну зону», яка з часом дозволить природному відновленню лісу кажанів, щоб захистити унікальне явище.

## Охорона парку
З моменту участі KTL в охороні Касанки, було досягнуто значного прогресу, було створено широку мережу доріг, а також чудову туристичну інфраструктуру, громадський природоохоронний центр та впровадження ефективних заходів проти браконьєрства. У Трасті працює близько 60 місцевих співробітників, і він має постійну програму роботи з навколишніми громадами, включаючи, серед іншого; спонсорство учнів середньої школи, просування методів природоохоронного землеробства, програма вирішення конфлікту між людьми та слонами. У 2011 році Kasanka Trust розпочав діяльність у незабудованому та виснаженому національному парку Лавуші Манда площею 1600 км2 за підтримки Світового банку.
| Прапор Замбії | Це незавершена стаття про Замбію. Ви можете допомогти проєкту, виправивши або дописавши її. |